# 巴都群岛
巴都群岛是印度尼西亞的群島，位於蘇門答臘西面尼亞斯島和西比路島之間的印度洋，由北蘇門答臘省管轄，三個主要島嶼皮尼島、塔納馬薩島和塔納巴拉島面積相若，另有48個較小島嶼，其中少於一半的島嶼有人居住。
0°12′S 98°30′E / 0.200°S 98.500°E